# بوونیوم
بوونیوم (انگلیسی: Bevonium) یک داروی ضد موسکارینی است.